# Волков, Василий Никитович
Васи́лий Ники́тович Во́лков (23 мая 1925 — неизвестно) — советский футболист, нападающий.
Играл за «Химик» Дзержинск, в ВВС Москва (1948—1952) — 25 матчей, 7 голов в чемпионате СССР. Полуфиналист Кубка СССР 1951 года.
После расформирования команды ВВС играл за «Спартак» Калинин (1954) в классе «Б», за ОДО (Одесса) (1956), Торпедо (Владимир) (1957) в КФК.